# Paraaminosalicylsyra
Paraaminosalicylsyra, 4-aminosalicylsyra, allmänt känd som PAS, är ett antibiotikum använt i behandlingen av tuberkulos. Substansen används även i behandlingen av inflammatorisk tarmsjukdomar såsom Crohns sjukdom och ulcerös kolit. 
PAS syntetiserades av den svensk-danske kemisten Jörgen Lehmann i nära samarbete med Olle Sievers och Gylfe Vallentin. Läkemedlet introducerades 1946 och var då ett genombrott i behandlingen av folksjukdomen tuberkulos.

## Historik
PAS var resultatet av att Lehmann hade läst en vetenskaplig artikel om tuberkelbacillers ämnesomsättning i den amerikanska tidskriften Science, och han formulerade på basen av denna artikel en hypotes om att PAS skulle vara verksamt mot tuberkulos. I början av mars 1943 skrev Lehmann till läkemedelsföretaget AB Ferrosan i Malmö. Ett stycke i brevet lyder: "Från enzymteoretisk synpunkt kan man förvänta sig, att salicylsyra närstående föreningar skall ha en bakteriostatisk verkan. Mest intressant vore det att studera 4-aminosalicylsyra [PAS]."  Lehmann förutspådde alltså effekten av PAS vid tuberkulos utan att ha gjort ett enda experiment.
Syntesen av PAS visade sig vara tekniskt komplicerad, men i slutet av 1943 lyckades Ferrosans forskningschef Karl-Gustav Rosdahl framställa 13 gram PAS. Lehmann analyserade tillsammans med bakteriologen Olle Sievers substansens effekter på tuberkelbaciller i bakterieodling, och prövade PAS på sig själv för att försäkra sig om att medicinen inte var toxisk (han hade tidigare prövat dikumarol på samma sätt). Under våren 1944 gav lungläkaren Gylfe Vallentin vid Renströmska sjukhuset och barnläkaren Gustaf Pettersson i Göteborg för första gången PAS till patienter med tuberkulos. PAS gavs inledningsvis som lokalbehandling, men den 30 oktober samma år administrerades läkemedlet för första gången peroralt.
Lehmann, Sievers och Vallentin presenterade sina fynd för nordiska lungläkare under våren 1946. De tre forskarna bemöttes med stor skepsis; en framstående sanatorieläkare från Akademiska sjukhuset i Uppsala antydde att resultaten skulle ha dikterats av det företag som tillverkade PAS, och en professor från Oslo ansåg sig kunna slå fast att resultaten "inte visade någonting alls". En överläkare vid Svenshögens sanatorium skrev flera kritiska artiklar i bland annat Nordisk Medicin, och vägrade att ge PAS till sina patienter.
Lehmann och hans medarbetare beslutade att analysera effekten av PAS mer systematiskt, och i april 1947 startade en klinisk studie i vilken 176 patienter vid fem svenska sanatorier delades upp i två grupper, varav den ena erhöll kapslar med PAS och den andra liknande kapslar utan aktiv substans (placebo). Resultaten, som publicerades i The American Review of Tuberculosis (volym 61, sid 591-612) var överväldigande: för alla de symtom som utvärderades (bland annat kroppsvikt, feber, förekomst av tuberkelbaciller och lungförändringar) var PAS-behandling överlägsen placebo, med hög statistisk säkerhet.
Parallellt med Lehmanns arbete med PAS under den första hälften av 1940-talet hade biokemisten Selman Waksman och medarbetare vid Rutgers-universitetet i New Jersey tagit fram ett antibiotikum mot tuberkulos, streptomycin.  Utvecklingen av streptomycin skedde praktiskt tagit samtidigt med Lehmanns studier av PAS, som dock kom i kliniskt bruk före streptomycin: den första PAS-behandlingen genomfördes i mars 1944, 8 månader innan någon patient fått streptomycin (se till exempel Erik Berglunds artikel i Läkartidningen volym 94, sid 2205, 1997). Till skillnad från det svala mottagande Lehmann erfarit i försöken att lansera PAS i Norden blev streptomycin en riksangelägenhet i USA. Läkemedelsföretaget Merck satsade stora belopp för kunna tillverka tillräckliga mängder av substansen, och Eleanor Roosevelt intervenerade för att begränsa export av streptomycin för att säkra tillgängligheten för amerikanska tuberkulospatienter.

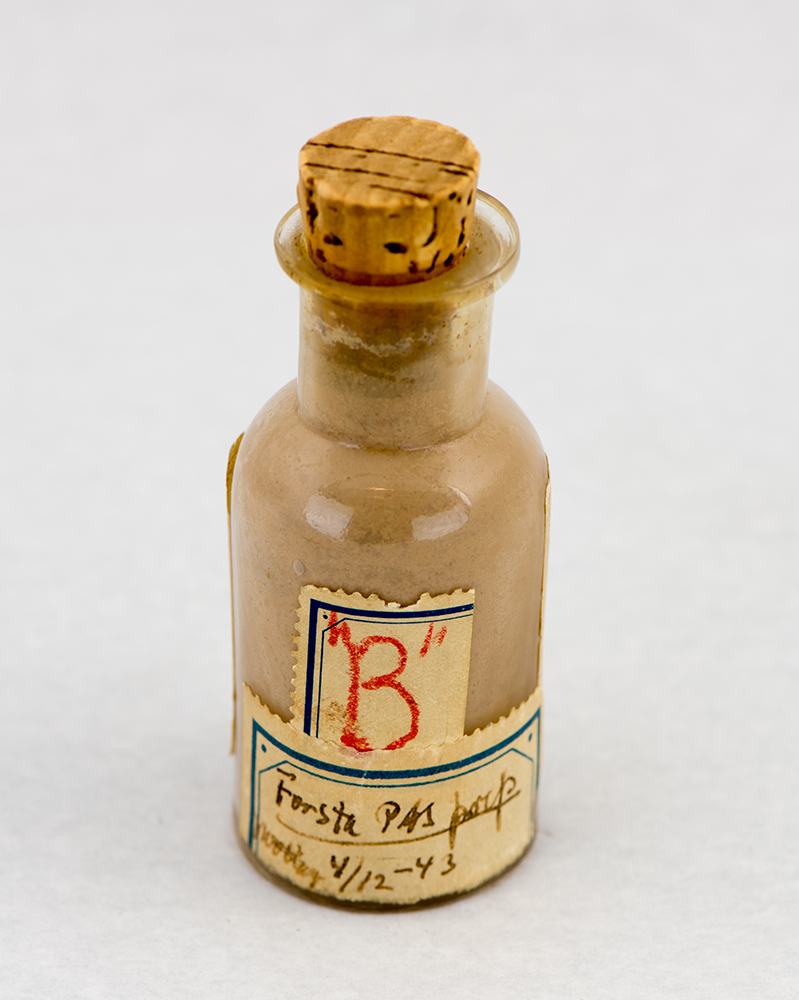
Flaskan innehåller det allra första provet av PAS och framställdes av läkemedelsbolaget AB Ferrosan 1943.

Streptomycin utvärderades, liksom PAS, i kontrollerade kliniska prövningar. Streptomycin visade sig ha tydligt gynnsam effekt i dessa studier, men effekten var ofta övergående, eftersom tuberkelbaciller utvecklade resistens mot läkemedlet. En studie, publicerad 1948, av streptomycin vid akut tuberkulos illustrerar problemet: streptomycin var överlägset gängse behandling vid utvärdering efter 6 månader (British Medical Journal, vol ii, sid 790-1), men senare uppföljning visade ingen effekt på överlevnad.
Det var först när PAS och streptomycin kombinerades som behandlingen blev varaktigt effektiv för en stor andel tuberkulospatienter. The British Medical Council i England startade i slutet av 1948 en klinisk studie vilken 166 patienter med tuberkulos lottades ("randomiserades") till behandling med PAS, streptomycin eller PAS + streptomycin under tre månader. Resultaten, som publicerades i British Medical Journal nyårsafton 1949 (volym ii, sid 1073-85), visade att kombinationen PAS/streptomycin var överlägsen behandling med endera PAS eller streptomycin. Studiens mest anmärkningsvärda fynd var att PAS effektivt reducerade resistens mot streptomycin: av de 49 patienter som endast fick streptomycin blev nära 70 % resistenta mot läkemedlet, medan resistenta tuberkelbaciller endast kunde påvisas hos 5 av de 48 patienter som lottats till behandling med PAS/streptomycin.
Från mitten av 1950-talet kompletterades PAS/streptomycin med ett nyupptäckt antibiotikum, isoniazid (INH), som utvecklats av 1939 års nobelpristagare i medicin Gerhard Domagk. Denna trippelkombination blev standardterapi vid tuberkulos under flera decennier. Den nya behandlingen gjorde, tillsammans med BCG-vaccinet, att dödligheten i tuberkulos i västvärlden minskade med nära 90 % och att sanatorier över hela världen kunde stängas. PAS ingick i standardbehandling av tuberkulos världen över fram till 1970, och används fortfarande sporadiskt vid resistens mot mer modern terapi. PAS blev också en kommersiell framgång: Ferrosan exporterade till exempel flera miljoner kilo av läkemedlet under åren 1946–1976.
Det forskningsarbete som ledde fram till PAS och streptomycin räknas till medicinhistoriens mest betydelsefulla genombrott. Selman Waksman erhöll 1952 års nobelpris i medicin och fysiologi för upptäckten av streptomycin. När Waksman fick besked om sitt nobelpris skickade han omedelbart ett gratulationsbrev till Lehmann, eftersom han tog för givet att de båda hade delat priset. Waksman hade dock ensam utnämnts till pristagare. Att Lehmann inte tilldelades nobelpris för sin upptäckt av PAS anses av många som ett av nobelförsamlingens största misstag, och flera böcker har behandlat ämnet (se till exempel nobelpristagaren Max Ferdinand Perutz artikel i The New York Review of Books vol 41, nr 10, 1994, och Frank Ryans bok Tuberculosis: The greatest story never told, Swift Publishers 1992). 